# Gorice (Brčko)
Pour les articles homonymes, voir Gorice.
Gorice (en serbe cyrillique : Горице) est un village de Bosnie-Herzégovine. Il est situé dans le district de Brčko. Selon les premiers résultats du recensement de 2013, il compte 995 habitants.

## Géographie
Le village est situé à la confluence de la Tinja et de la Save (un affluent du Danube).

## Démographie

### Évolution historique de la population dans la localité
| 1948 | 1953 | 1961 | 1971  | 1981  | 1991  | 2013 |
| ---- | ---- | ---- | ----- | ----- | ----- | ---- |
| -    | -    | 962  | 1 087 | 1 103 | 1 097 | 995  |

|  |